# 아메쓰치노우타
아메쓰치노우타(天地の歌 →천지의 노래) 혹은 아메쓰치노코토바(天地の詞 →천지의 말)는 일본어의 가나로 만든 모든 가나를 넣은 팬그램중 하나이다. 실제로는 노래가 아니기에 아메쓰치노코토바(天地の詞)라는 말이 더 적절하나, 아메쓰치노우타(天地の歌)라는 말도 널리 통용되고 있다. 「あめつち 아메쓰치[*]」, 「あめつちほしそら 아메쓰치호시소라[*]」라고도 한다.
문헌상으로 처음으로 나온 것은 미나모토노 시타고우(源順, 911년 출생-983년 사망)의 개인 문집인 『원순집(源順集)』에 수록된 것이다. 상대특수가나쓰기의 갑(甲)과 을(乙)의 문자의 구별은 존재하지 않으나, え와 𛀁의 구별이 존재하고 있는 점으로부터 헤이안 시대 초기에 만들어졌다고 볼 수 있다. 중국의 천자문의 영향을 의식하여 4개의 명사를 나열하여 만들어져 있으나, 5행째에는 동사를 사용하여 형식적으로 파괴되거나 6행에는 무의미한 말이 나열되어 있는 등, 작품으로서 완성도는 높다고 할 수 없다. 하지만 다른 적당한 것이 없었던 까닭에, 이로하 노래가 보급되는 헤이안 시대 후기까지는 아메쓰치노우타가 가장 보편적인 팬그램으로 사용되었다. 
| “ | あめ つち ほし そら やま かは みね たに くも きり むろ こけ ひと いぬ うへ すゑ ゆわ さる おふ せよ えの 𛀁を なれ ゐて | ” |

| “ | 天 地 星 空 山 川 峰 谷 雲 霧 室 苔 人 犬 上 末 硫黄 猿 生ふ 為よ 榎の 枝を 馴れ 居て | ” |

## 관련 카테고리
- 이로하 노래

## 같이 보기
- 이로하 노래
- 일본 문학